# HOSPI
HOSPI（ホスピー）は、パナソニックが販売する医薬品搬送ロボット。記憶された地図情報をもとに、目的地まで医薬品を搬送することができる。大阪府守口市の松下記念病院に2009年より導入されており、2014年では5台が同病院内で使用されている。
エレベータと連動し、自動で乗降を行えるため、多階層の病院にも対応することが出来る。

## 概要
パナソニックが薬剤師や看護師、検査技師などの負担軽減を目的として開発されたロボットで、薬剤や検体などを自動でナースステーションなどに届けることができる。レーザーセンシングや可視光通信システムなどのセンサーにより障害物を検知し、一時停止したり避けて移動することができる。
エレベーターを利用する際には、エレベーターをHOSPI専用モードに設定した上で人との同乗による不安感を持たせることを避け、より安全な運用を実現している。また、薬剤などを収納するスペースの解錠にはIDカードを必要とし、患者や来訪者が開けることのないよう工夫されている。
HOSPIは2010年の第4回ロボット大賞において日本機械工業連合会会長賞を受賞しており、パナソニックはHOSPIをはじめとした医療向けロボットの経験を生かしてタイでの開発プロジェクトに参画するなどしている。
2013年に、HOSPIの販売を開始すると発表された。